# Jennifer 8
Jennifer 8 är en amerikansk långfilm från 1992 i regi av Bruce Robinson, med Andy Garcia, Lance Henriksen, Uma Thurman och Graham Beckel i rollerna.

## Handling
John Berlin (Andy Garcia) är en polis från Los Angeles. Han har nästan gått in i väggen efter att hans äktenskap har kollapsat. Han tar ett erbjudande från sin vän och kollega Freddy Ross (Lance Henriksen) och tar anställning som polis i den lilla staden Eureka. Efter att ha hittat en avhuggen hand i en soptipp inser Berlin att det har att göra med ett olöst kvinnomord.

## Rollista
| Andy Garcia      | – John Berlin |
| Lance Henriksen  | – Freddy Ross |
| Uma Thurman      | – Helena      |
| Graham Beckel    | – John Taylor |
| Kathy Baker      | – Margie Ross |
| Kevin Conway     | – Citrine     |
| John Malkovich   | – St. Anne    |
| Perry Lang       | – Travis      |
| Nicholas Love    | – Bisley      |
| Michael O'Neill  | – Serato      |
| Paul Bates       | – Venables    |
| Bob Gunton       | – Goodridge   |
| Lenny von Dohlen | – Blattis     |
| Bryan Larkin     | – Bobby Rose  |
| Debbon Ayer      | – Amanda      |